# Essa Arfwedson
Essa Arfwedson, född 31 mars 1915 i Hedensö, Näshulta församling, Södermanland, död 1999, var en svensk målare och teckningslärare.
Arfwedson studerade vid Maj Brings målarskola och vid Otte Skölds målarskola i Stockholm därefter fortsatte hon sina studier vid Konstakademien. Hon medverkade i ett stort antal samlingsutställningar bland annat Galleri S:a Lucas, Pro Aste i Stockholm och på Galleri Louise i Helsingborg, separat ställde hon ut på Galleri Hedström i Stockholm. Hennes konst består av porträtt och landskapsmålningar i olja eller akvarell. Vid sidan av sitt eget skapande arbetade hon som teckningslärare i flera av Stockholms kommunala skolor. Arfwedson är representerad i ett flertal kommunala institutioner och banker.